# Marcela Pavkovčeková
Marcela Pavkovčeková (Liptovský Mikuláš, 21 april 1977) is een voormalig biatlete uit Slowakije. Ze vertegenwoordigde haar vaderland op de Olympische Winterspelen 2002 in Salt Lake City en de Olympische Winterspelen 2006 in Turijn.

## Resultaten

### Olympische Winterspelen
| Jaar | Plaats         | Resultaten                                                                           |
| ---- | -------------- | ------------------------------------------------------------------------------------ |
| 2002 | Salt Lake City | 33e 15 km individueel 5e 4x7,5 km estafette                                          |
| 2006 | Turijn         | 29e 7,5 km sprint LAP 10 km achtervolging 22e 15 km individueel 10e 4x6 km estafette |

### Wereldkampioenschappen
| Jaar | Plaats           | Resultaten                                                                            |
| ---- | ---------------- | ------------------------------------------------------------------------------------- |
| 1997 | Brezno-Osrblie   | 73e 7,5 km sprint 7e 4x7,5 km estafette 4e Ploegproef (team)                          |
| 1999 | Kontiolahti      | 54e 7,5 km sprint 8e 4x7,5 km estafette                                               |
| 2000 | Oslo             | 47e 7,5 km sprint LAP 10 km achtervolging 52e 15 km individueel 8e 4x7,5 km estafette |
| 2001 | Pokljuka         | 48e 7,5 km sprint 51e 10 km achtervolging                                             |
| 2003 | Chanty-Mansiejsk | 39e 7,5 km sprint 47e 10 km achtervolging 10e 4x6 km estafette                        |
| 2004 | Oberhof          | 52e 7,5 km sprint 37e 10 km achtervolging 20e 15 km individueel 15e 4x6 km estafette  |
| 2005 | Hochfilzen       | 69e 7,5 km sprint 70e 15 km individueel 6e 4x6 km estafette                           |
| 2006 | Pokljuka         | 25e Gemengde estafette                                                                |

### Wereldbeker
Eindklasseringen
| Seizoen   | Algemeen | Individueel | Sprint | Achtervolging | Massastart |
| --------- | -------- | ----------- | ------ | ------------- | ---------- |
| 1998/1999 | 68e      |             |        |               |            |
| 2001/2002 | 65e      |             |        |               |            |
| 2003/2004 | 51e      |             |        |               |            |
| 2005/2006 | 51e      |             |        |               |            |